# Нагорно-Карабахская автономная область
Наго́рно-Караба́хская автоно́мная о́бласть (НКАО) (азерб. Дағлыг Гарабағ Мухтар Вилајәти/Dağlıq Qarabağ Muxtar Vilayəti, арм. Լեռնային Ղարաբաղի Ինքնավար Մարզ) — автономная область, существовавшая в период с 1923 года по 1991 год в составе Азербайджанской ССР и населённая преимущественно этническими армянами.

## История
В 1918—1920 годах Карабахский регион был спорным между Арменией и Азербайджаном; после присоединения обеих стран к Советскому государству решением Кавбюро ЦК РКП(б) от 4 июля 1921 года было решено передать Нагорный Карабах Армянской ССР, но окончательное решение оставалось за ЦК РКП(б), и новым решением от 5 июля исходя из необходимости национального мира между мусульманами и христианами и экономической связи Верхнего и Нижнего Карабаха, его постоянной связи с Азербайджаном, Нагорный Карабах был оставлен в составе Азербайджанской Советской Социалистической Республики с предоставлением широкой областной автономии с административным центром в городе Шуше.
7 июля 1923 года указом Центральным исполнительным комитетом Азербайджана), из населённой преимущественно армянами части Нагорного Карабаха была образована Автономная Область Нагорного Карабаха (АОНК) с центром в селении Ханкенди (переименованном затем в Степанакерт). На момент образования её площадь составляла 4 161 км². По переписи 1926 года, население области составляло 125,2 тысяч человек, среди которых армяне составляли 89,2 % (по другим данным — 94 %). Однако к 1989 году доля армян снизилась до 76,9 % населения автономной области.
В 1936 году, после принятия новой союзной конституции, была переименована в Нагорно-Карабахскую автономную область (НКАО).
18 июля 1988 года Президиум Верховного Совета СССР рассмотрел обращение областного Совета НКАО к Верховным Советам Азербайджанской и Армянской ССР о выходе из состава Азербайджанской ССР и присоединении к Армянской ССР, решение Верховного Совета Армянской ССР о согласии с обращением облсовета о присоединении НКАО к Армянской ССР и решение Верховного Совета Азербайджанской ССР о несогласии с обращением областного совета НКАО ввиду его неправомочности решать такие вопросы.
15 сентября 1989 года Верховный Совет Азербайджанской ССР принял постановление о роспуске Комитета особого управления Нагорно-Карабахской автономной области (НКАО).
28 ноября 1989 года Верховный Совет Союза ССР утвердил решение Верховного Совета Азербайджанской ССР от 15 сентября 1989 года.
1 декабря 1989 года Верховный Совет Армянской ССР принял постановление «О воссоединении Армянской ССР и Нагорного Карабаха». Центральная избирательная комиссия по выборам народных депутатов Армянской ССР решила, в нарушение Конституции Союза ССР, создать на территории НКАО избирательные округа по выборам в Верховный Совет Армянской ССР.
30 августа 1991 года Верховный Совет Азербайджанской Республики провозгласил независимость Азербайджана.
2 сентября 1991 года на совместной сессии Нагорно-Карабахского областного и Шаумяновского районного Советов народных депутатов Азербайджанской ССР было провозглашено создание Нагорно-Карабахской Республики, не признанная ни одним государством-членом ООН на протяжении всего своего существования.
26 ноября 1991 года Верховный Совет Азербайджана принял постановление о ликвидации НКАО. Поскольку Комитет Конституционного надзора СССР объявил данное решение неконституционным, формально НКАО существовала до распада СССР 26 декабря 1991 года.

## Административно-территориальное деление
Автономная область включала:

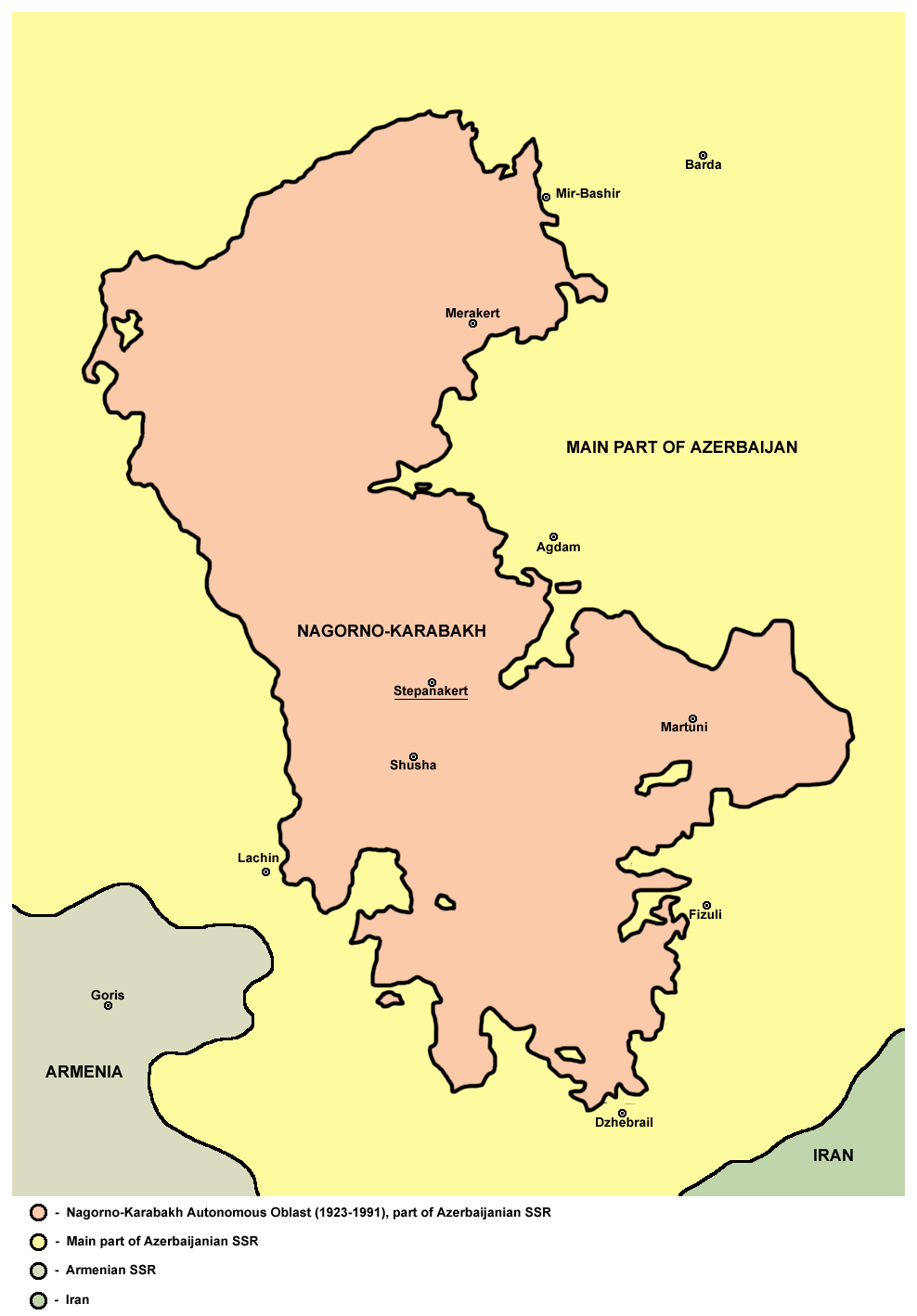
Границы НКАО в 1988 году

- город областного подчинения Степанакерт (административный центр автономной области);
- 5 районов (в скобках указаны административные центры):
  - Аскеранский (пгт Аскеран), до 1978 года — Степанакертский (город Степанакерт);
  - Гадрутский (пгт Гадрут);
  - Мардакертский (пгт Мардакерт);
  - Мартунинский (пгт Мартуни);
  - Шушинский (город Шуша).

В районы автономной области входили:
- город районного подчинения Шуша — в Шушинский район;
- 7 посёлков городского типа:
  - Аскеран (1967) — в Аскеранский район;
  - Гадрут (1963) — в Гадрутский район;
  - Красный Базар (1947) — в Мартунинский район;
  - Ленинаван (1966) — в Мардакертский район;
  - Мадагиз (1943) — в Мардакертский район;
  - Мардакерт (1960) — в Мардакертский район;
  - Мартуни (1960) — в Мартунинский район;
- 73 сельсовета.

### Анклавы и эксклавы
Границы Нагорно-Карабахской автономной области с момента её образования и до конца 1980-х годов претерпели ряд изменений, результатом которых, в частности, стало как появление внутри области эксклавов других районов Азербайджанской ССР, так и ряда эксклавов самой автономной области внутри этих районов.
Эксклавы Нагорно-Карабахской автономной области (территории НКАО, окружённые территорией других районов АзССР):
- участок земли у развалин Тезхараба (Гадрутский район НКАО) — в Кубатлинском районе;
- участок земли (поле) к юго-западу от Багбанлара (Аскеранский район НКАО) — в Агдамском районе;
- участок земли на берегу реки Хачинчай к западу от Алиагалы, где ранее располагалось село Каралар, а в 1994 году на этом участке беженцами из Сейсулана построено армянское село Нор-Сейсулан[англ.] (Мардакертский район НКАО) — в Агдамском районе.

Анклавы Нагорно-Карабахской автономной области (территории внутри НКАО, не входящие в её состав):
- Агдабан, Чайковушан[англ.] (Кельбаджарский район) — в Мардакертском районе НКАО;
- Алыджан (Лачинский район) — в Гадрутском районе НКАО;
- Юхары-Мазра (Джебраильский район) — в Гадрутском районе НКАО;
- Диваналылар (западная анклавная часть, Физулинский район) — в Мартунинском районе НКАО;
- Юхары-Вейсалли, Агбашлы (Физулинский район) — в Мартунинском районе НКАО;
- Казахлы и прилегающие территории к югу от реки Инджачай (Мир-Баширский район) — в Мардакертском районе НКАО.

## Население
По состоянию на 1 января 1933 года в НКАО жило 147 308 человек (из них в городах — 10 751).

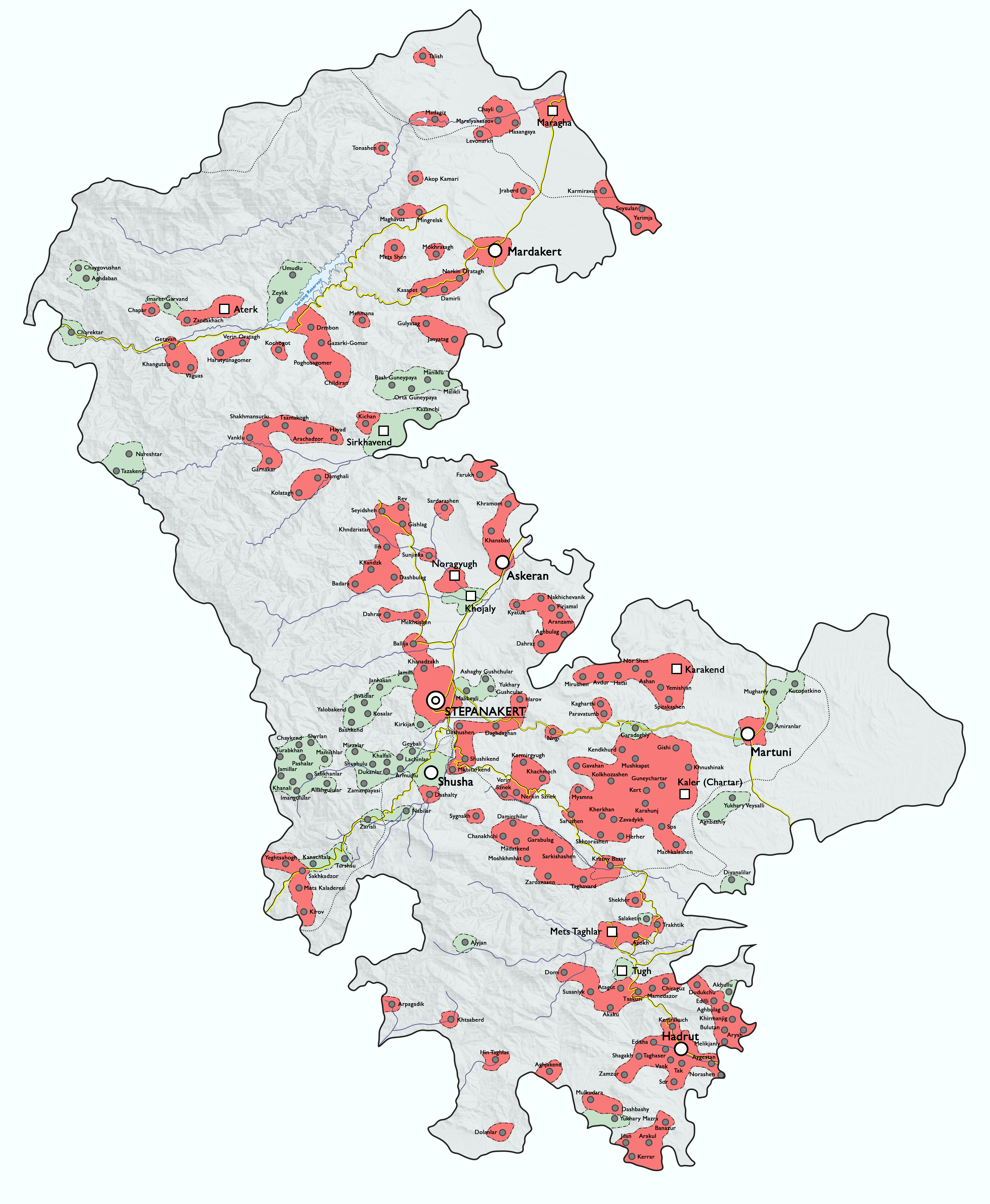
Этническая карта Нагорно-Карабахской Автономной области (1989)
Армянонаселенные места
Азербайджанонаселенные места
Необитаемые места (Горы, фермы и т. д.)

Динамика численности и этнического состава населения НКАО по данным Всесоюзных переписей 1926—1989 годов
| Национальность | 1925 чел. | %        | 1926 чел. | %        | 1939 чел. | %        | 1959 чел. | %        | 1970 чел. | %        | 1979 чел. | %        | 1989 чел. | %        |
| -------------- | --------- | -------- | --------- | -------- | --------- | -------- | --------- | -------- | --------- | -------- | --------- | -------- | --------- | -------- |
| Всего          | 157807    | 100,00 % | 125159    | 100,00 % | 150837    | 100,00 % | 130406    | 100,00 % | 150313    | 100,00 % | 162181    | 100,00 % | 189085    | 100,00 % |
| армяне         | 142470    | 90,28 %  | 111694    | 89,14 %  | 132800    | 88,04 %  | 110053    | 84,39 %  | 121068    | 80,54 %  | 123076    | 75,89 %  | 145450    | 76,92 %  |
| азербайджанцы  | 15280     | 9,68 %   | 12592     | 10,05 %  | 14053     | 9,32 %   | 17995     | 13,80 %  | 27179     | 18,08 %  | 37264     | 22,98 %  | 40688     | 21,52 %  |
| русские        | 46        | 0,03 %   | 596       | 0,48 %   | 3174      | 2,10 %   | 1790      | 1,37 %   | 1310      | 0,87 %   | 1265      | 0,78 %   | 1922      | 1,02 %   |
| украинцы       |           |          | 35        | 0,03 %   | 436       | 0,29 %   | 238       | 0,18 %   | 193       | 0,13 %   | 140       | 0,09 %   | 416       | 0,22 %   |
| белорусы       |           |          | 12        | 0,01 %   | 11        | 0,01 %   | 32        | 0,02 %   | 35        | 0,02 %   | 37        | 0,02 %   | 79        | 0,04 %   |
| греки          |           |          | 68        | 0,05 %   | 74        | 0,05 %   | 67        | 0,05 %   | 33        | 0,02 %   | 56        | 0,03 %   | 72        | 0,04 %   |
| татары         |           |          | 6         | 0,00 %   | 29        | 0,02 %   | 36        | 0,03 %   | 25        | 0,02 %   | 41        | 0,03 %   | 64        | 0,03 %   |
| грузины        |           |          | 5         | 0,00 %   | 25        | 0,02 %   | 16        | 0,01 %   | 22        | 0,01 %   | 17        | 0,01 %   | 57        | 0,03 %   |
| другие         | 11        | 0,01 %   | 151       | 0,12 %   | 235       | 0,16 %   | 179       | 0,14 %   | 448       | 0,30 %   | 285       | 0,18 %   | 337       | 0,18 %   |

## Экономика
На декабрь 1941 года в НКАО действовали 8 предприятий «Каршелкпрома», Шушинский райпромкомбинат, артели «Карпромсоюза», «Кусттруд», «10 лет НКАО», «Пищевкус», «Металлист», артели «Азлеспромсоюза», «Красная мебель», им. Шаумяна, ковровая артель «Азхалчасоюза».